# Мейниман Второе
Мейниман Второе (азерб. İkinci Meyniman) — село в Мейниманском административно-территориальном округе Аджкабульского района Азербайджана.

## Этимология
Село происходит от диалектного варианта персидского слова мехман (гость, прибытие) и числительного второе.

## История
Село основано в начале XX века переселенцами из соседнего села Мейниман (ныне Мейниман Первое)
После реформы административного деления и упразднения уездов в 1929 году был образован Калиновский сельсовет в Карасуинском районе Азербайджанской ССР. Позже район упразднен, село вошло в состав Али-Байрамлинского района, но в 1939 году село передано в состав Кази-Магомедского района.
4 декабря 1959 года Кази-Магомедский район ликвидирован, а село передано в состав Али-Байрамлинского района.
Согласно административному делению 1961 года село Мейниман Второе входило в Калиновский сельсовет Али-Байрамлинского района Азербайджанской ССР. 4 января 1963 года Али-Байрамлинский район был упразднен, села Калиновского сельсовета, в том числе и Мейниман Второе, были переданы в состав Сабирабадского района.
24 апреля 1990 года село передано в состав новообразованного Аджикабульского района.
В 1999 году в Азербайджане была проведена административная реформа и внутри Мейниманского административно-территориального округа был учрежден Мейниманский муниципалитет Аджикабульского района.

## География
Мейниман Второе расположен на берегу реки Кура.
Село находится в 3 км от центра муниципалитета Мейниман, в 24 км от райцентра Аджикабул и в 137 км от Баку. Ближайшая железнодорожная станция — Мугань.
Село находится на высоте 19 метров ниже уровня моря.

## Население
| Численность населения | Численность населения | Численность населения |
| 1987                  | 1999                  | 2009                  |
| --------------------- | --------------------- | --------------------- |
| 200                   | ↗387                  | ↗435                  |

Население преимущественно занимается выращиванием зерна, хлопка и бахчевых культур, животноводством и разведением птиц.

## Климат
В селе полупустынный климат.